# Don Medellín
Don Medellín è un singolo del rapper italiano Salmo, pubblicato l'11 novembre 2016 come unico estratto dell'edizione Platinum del quarto album in studio Hellvisback.
Il singolo ha visto la partecipazione vocale della cantante Rose Villain.

## Tracce
1. Don Medellín (feat. Rose Villain) – 3:51

## Classifiche
| Classifica (2016) | Posizione massima |
| ----------------- | ----------------- |
| Italia            | 13                |